# Julia (Geräusch)
Als Julia wird ein Geräusch bezeichnet, welches am 1. März 1999 durch Hydrophone im Pazifischen Ozean registriert und aufgenommen wurde. Der Ort der Entstehung wird im Bereich zwischen Bransfieldstraße und Kap Adare lokalisiert.
Das Geräusch wurde bisher erst einmal von der National Oceanic and Atmospheric Administration mit Hilfe des Equatorial Pacific Ocean autonomous hydrophone array der U.S. Navy registriert. Dabei erreichte es eine so große Lautstärke, dass es von allen Sensoren des Arrays im gesamten Pazifik wahrgenommen wurde. Die NOAA vermutet als Ursache des Geräuschs die Kollision eines großen Eisbergs mit dem Meeresgrund.